# Felinia decens
Felinia decens là một loài bướm đêm trong họ Erebidae.